# Henry Morgan

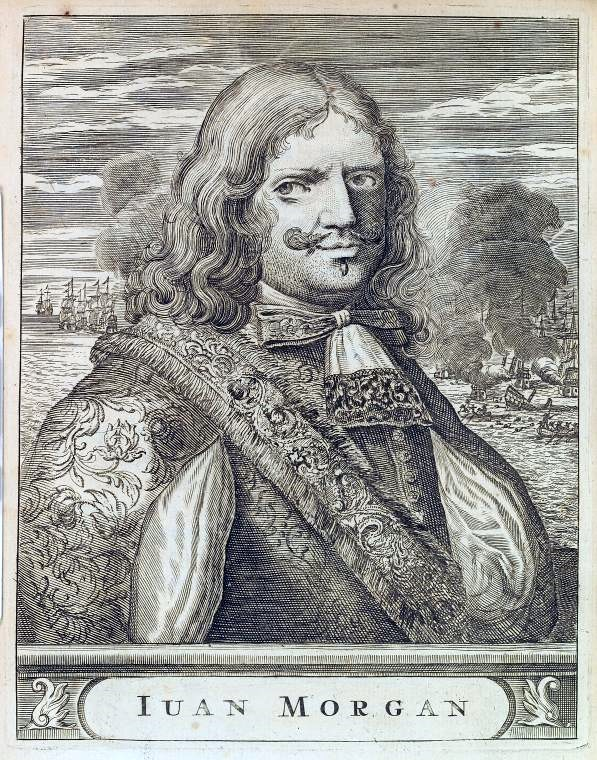
Henry Morgan

Henry Morgan (n. 1635, d. 1688) a fost un pirat renumit englez care a trăit în secolul al XVII-lea.

## Biografie
Au rămas foarte puține date biografice despre Morgan. Se presupune că tatăl său, Robert Morgan, era un agricultor din Penkarne, comitatul Monmouthshire, Țara Galilor, iar mama lui, Anna Petronella, din Polnitz ar fi de origine germană, aceste date fiind însă necertificate.
| Baron Pöllnitz, Westfalia   | Baron Pöllnitz, Westfalia   | Baron Pöllnitz, Westfalia   | Baron Pöllnitz, Westfalia   | Baron Pöllnitz, Westfalia   | Baron Pöllnitz, Westfalia   |                                                                       |                                                                       |                                                                       |                                                                       |                                                                       |                                                                       |                                                                                            |                                                                                            | Thomas Morgan *ca. 1580 (Glamorganshire, Țara Galilor)                                     | Thomas Morgan *ca. 1580 (Glamorganshire, Țara Galilor)                                     | Thomas Morgan *ca. 1580 (Glamorganshire, Țara Galilor)                                     | Thomas Morgan *ca. 1580 (Glamorganshire, Țara Galilor)                                     | Thomas Morgan *ca. 1580 (Glamorganshire, Țara Galilor) | Thomas Morgan *ca. 1580 (Glamorganshire, Țara Galilor) |                                                                   |                                                                   |                                                                   |                                                                   |                                                                   |                                                                   | Catherine Herbert | Catherine Herbert | Catherine Herbert       | Catherine Herbert       | Catherine Herbert       | Catherine Herbert       |                                                                                 |                                                                                 |                                                                                 |                                                                                 |                                                                                 |                                                                                 |   |   |                 |                 |                 |                 |                                                         |                                                         |                                                         |                                                         |                                                         |                                                         |
| Baron Pöllnitz, Westfalia   | Baron Pöllnitz, Westfalia   | Baron Pöllnitz, Westfalia   | Baron Pöllnitz, Westfalia   | Baron Pöllnitz, Westfalia   | Baron Pöllnitz, Westfalia   |                                                                       |                                                                       |                                                                       |                                                                       |                                                                       |                                                                       |                                                                                            |                                                                                            | Thomas Morgan *ca. 1580 (Glamorganshire, Țara Galilor)                                     | Thomas Morgan *ca. 1580 (Glamorganshire, Țara Galilor)                                     | Thomas Morgan *ca. 1580 (Glamorganshire, Țara Galilor)                                     | Thomas Morgan *ca. 1580 (Glamorganshire, Țara Galilor)                                     | Thomas Morgan *ca. 1580 (Glamorganshire, Țara Galilor) | Thomas Morgan *ca. 1580 (Glamorganshire, Țara Galilor) |                                                                   |                                                                   |                                                                   |                                                                   |                                                                   |                                                                   | Catherine Herbert | Catherine Herbert | Catherine Herbert       | Catherine Herbert       | Catherine Herbert       | Catherine Herbert       |                                                                                 |                                                                                 |                                                                                 |                                                                                 |                                                                                 |                                                                                 |   |   |                 |                 |                 |                 |                                                         |                                                         |                                                         |                                                         |                                                         |                                                         |
|                             |                             |                             |                             |                             |                             |                                                                       |                                                                       |                                                                       |                                                                       |                                                                       |                                                                       |                                                                                            |                                                                                            |                                                                                            |                                                                                            |                                                                                            |                                                                                            |                                                        |                                                        |                                                                   |                                                                   |                                                                   |                                                                   |                                                                   |                                                                   |                   |                   |                         |                         |                         |                         |                                                                                 |                                                                                 |                                                                                 |                                                                                 |                                                                                 |                                                                                 |   |   |                 |                 |                 |                 |                                                         |                                                         |                                                         |                                                         |                                                         |                                                         |
|                             |                             |                             |                             |                             |                             |                                                                       |                                                                       |                                                                       |                                                                       |                                                                       |                                                                       |                                                                                            |                                                                                            |                                                                                            |                                                                                            |                                                                                            |                                                                                            |                                                        |                                                        |                                                                   |                                                                   |                                                                   |                                                                   |                                                                   |                                                                   |                   |                   |                         |                         |                         |                         |                                                                                 |                                                                                 |                                                                                 |                                                                                 |                                                                                 |                                                                                 |   |   |                 |                 |                 |                 |                                                         |                                                         |                                                         |                                                         |                                                         |                                                         |
| Anna Petronella von Polnitz | Anna Petronella von Polnitz | Anna Petronella von Polnitz | Anna Petronella von Polnitz | Anna Petronella von Polnitz | Anna Petronella von Polnitz |                                                                       |                                                                       |                                                                       |                                                                       |                                                                       |                                                                       | Sir Edward Morgan, Colonel *1610 (Glamorganshire, Țara Galilor) † 1665 (Anglia sau Panama) | Sir Edward Morgan, Colonel *1610 (Glamorganshire, Țara Galilor) † 1665 (Anglia sau Panama) | Sir Edward Morgan, Colonel *1610 (Glamorganshire, Țara Galilor) † 1665 (Anglia sau Panama) | Sir Edward Morgan, Colonel *1610 (Glamorganshire, Țara Galilor) † 1665 (Anglia sau Panama) | Sir Edward Morgan, Colonel *1610 (Glamorganshire, Țara Galilor) † 1665 (Anglia sau Panama) | Sir Edward Morgan, Colonel *1610 (Glamorganshire, Țara Galilor) † 1665 (Anglia sau Panama) |                                                        |                                                        | Sir Thomas Morgan, prim Baronet *1604 † aprilie 1679 (St. Helier) | Sir Thomas Morgan, prim Baronet *1604 † aprilie 1679 (St. Helier) | Sir Thomas Morgan, prim Baronet *1604 † aprilie 1679 (St. Helier) | Sir Thomas Morgan, prim Baronet *1604 † aprilie 1679 (St. Helier) | Sir Thomas Morgan, prim Baronet *1604 † aprilie 1679 (St. Helier) | Sir Thomas Morgan, prim Baronet *1604 † aprilie 1679 (St. Helier) |                   |                   | Robert Morgan *ca. 1615 | Robert Morgan *ca. 1615 | Robert Morgan *ca. 1615 | Robert Morgan *ca. 1615 | Robert Morgan *ca. 1615                                                         | Robert Morgan *ca. 1615                                                         |                                                                                 |                                                                                 | ?                                                                               | ?                                                                               | ? | ? | ?               | ?               |                 |                 | cinci surori: Catherine, Elizabeth, Blanche, Mary, Jane | cinci surori: Catherine, Elizabeth, Blanche, Mary, Jane | cinci surori: Catherine, Elizabeth, Blanche, Mary, Jane | cinci surori: Catherine, Elizabeth, Blanche, Mary, Jane | cinci surori: Catherine, Elizabeth, Blanche, Mary, Jane | cinci surori: Catherine, Elizabeth, Blanche, Mary, Jane |
| Anna Petronella von Polnitz | Anna Petronella von Polnitz | Anna Petronella von Polnitz | Anna Petronella von Polnitz | Anna Petronella von Polnitz | Anna Petronella von Polnitz |                                                                       |                                                                       |                                                                       |                                                                       |                                                                       |                                                                       | Sir Edward Morgan, Colonel *1610 (Glamorganshire, Țara Galilor) † 1665 (Anglia sau Panama) | Sir Edward Morgan, Colonel *1610 (Glamorganshire, Țara Galilor) † 1665 (Anglia sau Panama) | Sir Edward Morgan, Colonel *1610 (Glamorganshire, Țara Galilor) † 1665 (Anglia sau Panama) | Sir Edward Morgan, Colonel *1610 (Glamorganshire, Țara Galilor) † 1665 (Anglia sau Panama) | Sir Edward Morgan, Colonel *1610 (Glamorganshire, Țara Galilor) † 1665 (Anglia sau Panama) | Sir Edward Morgan, Colonel *1610 (Glamorganshire, Țara Galilor) † 1665 (Anglia sau Panama) |                                                        |                                                        | Sir Thomas Morgan, prim Baronet *1604 † aprilie 1679 (St. Helier) | Sir Thomas Morgan, prim Baronet *1604 † aprilie 1679 (St. Helier) | Sir Thomas Morgan, prim Baronet *1604 † aprilie 1679 (St. Helier) | Sir Thomas Morgan, prim Baronet *1604 † aprilie 1679 (St. Helier) | Sir Thomas Morgan, prim Baronet *1604 † aprilie 1679 (St. Helier) | Sir Thomas Morgan, prim Baronet *1604 † aprilie 1679 (St. Helier) |                   |                   | Robert Morgan *ca. 1615 | Robert Morgan *ca. 1615 | Robert Morgan *ca. 1615 | Robert Morgan *ca. 1615 | Robert Morgan *ca. 1615                                                         | Robert Morgan *ca. 1615                                                         |                                                                                 |                                                                                 | ?                                                                               | ?                                                                               | ? | ? | ?               | ?               |                 |                 | cinci surori: Catherine, Elizabeth, Blanche, Mary, Jane | cinci surori: Catherine, Elizabeth, Blanche, Mary, Jane | cinci surori: Catherine, Elizabeth, Blanche, Mary, Jane | cinci surori: Catherine, Elizabeth, Blanche, Mary, Jane | cinci surori: Catherine, Elizabeth, Blanche, Mary, Jane | cinci surori: Catherine, Elizabeth, Blanche, Mary, Jane |
|                             |                             |                             |                             |                             |                             |                                                                       |                                                                       |                                                                       |                                                                       |                                                                       |                                                                       |                                                                                            |                                                                                            |                                                                                            |                                                                                            |                                                                                            |                                                                                            |                                                        |                                                        |                                                                   |                                                                   |                                                                   |                                                                   |                                                                   |                                                                   |                   |                   |                         |                         |                         |                         |                                                                                 |                                                                                 |                                                                                 |                                                                                 |                                                                                 |                                                                                 |   |   |                 |                 |                 |                 |                                                         |                                                         |                                                         |                                                         |                                                         |                                                         |
|                             |                             |                             |                             |                             |                             |                                                                       |                                                                       |                                                                       |                                                                       |                                                                       |                                                                       |                                                                                            |                                                                                            |                                                                                            |                                                                                            |                                                                                            |                                                                                            |                                                        |                                                        |                                                                   |                                                                   |                                                                   |                                                                   |                                                                   |                                                                   |                   |                   |                         |                         |                         |                         |                                                                                 |                                                                                 |                                                                                 |                                                                                 |                                                                                 |                                                                                 |   |   |                 |                 |                 |                 |                                                         |                                                         |                                                         |                                                         |                                                         |                                                         |
|                             |                             |                             |                             |                             |                             | John Dorian Morgan *1648 (Abergavenny, Țara Galilor) †? (Essex Co,VA) | John Dorian Morgan *1648 (Abergavenny, Țara Galilor) †? (Essex Co,VA) | John Dorian Morgan *1648 (Abergavenny, Țara Galilor) †? (Essex Co,VA) | John Dorian Morgan *1648 (Abergavenny, Țara Galilor) †? (Essex Co,VA) | John Dorian Morgan *1648 (Abergavenny, Țara Galilor) †? (Essex Co,VA) | John Dorian Morgan *1648 (Abergavenny, Țara Galilor) †? (Essex Co,VA) |                                                                                            |                                                                                            | Mary Elizabeth Morgan † 1696                                                               | Mary Elizabeth Morgan † 1696                                                               | Mary Elizabeth Morgan † 1696                                                               | Mary Elizabeth Morgan † 1696                                                               | Mary Elizabeth Morgan † 1696                           | Mary Elizabeth Morgan † 1696                           |                                                                   |                                                                   |                                                                   |                                                                   |                                                                   |                                                                   |                   |                   |                         |                         |                         |                         | Henry Morgan *ca. 1635 (Llanrumney, Țara Galilor) † 25 august 1688 (Port Royal) | Henry Morgan *ca. 1635 (Llanrumney, Țara Galilor) † 25 august 1688 (Port Royal) | Henry Morgan *ca. 1635 (Llanrumney, Țara Galilor) † 25 august 1688 (Port Royal) | Henry Morgan *ca. 1635 (Llanrumney, Țara Galilor) † 25 august 1688 (Port Royal) | Henry Morgan *ca. 1635 (Llanrumney, Țara Galilor) † 25 august 1688 (Port Royal) | Henry Morgan *ca. 1635 (Llanrumney, Țara Galilor) † 25 august 1688 (Port Royal) |   |   | Catherine Lloyd | Catherine Lloyd | Catherine Lloyd | Catherine Lloyd | Catherine Lloyd                                         | Catherine Lloyd                                         |                                                         |                                                         |                                                         |                                                         |
|                             |                             |                             |                             |                             |                             | John Dorian Morgan *1648 (Abergavenny, Țara Galilor) †? (Essex Co,VA) | John Dorian Morgan *1648 (Abergavenny, Țara Galilor) †? (Essex Co,VA) | John Dorian Morgan *1648 (Abergavenny, Țara Galilor) †? (Essex Co,VA) | John Dorian Morgan *1648 (Abergavenny, Țara Galilor) †? (Essex Co,VA) | John Dorian Morgan *1648 (Abergavenny, Țara Galilor) †? (Essex Co,VA) | John Dorian Morgan *1648 (Abergavenny, Țara Galilor) †? (Essex Co,VA) |                                                                                            |                                                                                            | Mary Elizabeth Morgan † 1696                                                               | Mary Elizabeth Morgan † 1696                                                               | Mary Elizabeth Morgan † 1696                                                               | Mary Elizabeth Morgan † 1696                                                               | Mary Elizabeth Morgan † 1696                           | Mary Elizabeth Morgan † 1696                           |                                                                   |                                                                   |                                                                   |                                                                   |                                                                   |                                                                   |                   |                   |                         |                         |                         |                         | Henry Morgan *ca. 1635 (Llanrumney, Țara Galilor) † 25 august 1688 (Port Royal) | Henry Morgan *ca. 1635 (Llanrumney, Țara Galilor) † 25 august 1688 (Port Royal) | Henry Morgan *ca. 1635 (Llanrumney, Țara Galilor) † 25 august 1688 (Port Royal) | Henry Morgan *ca. 1635 (Llanrumney, Țara Galilor) † 25 august 1688 (Port Royal) | Henry Morgan *ca. 1635 (Llanrumney, Țara Galilor) † 25 august 1688 (Port Royal) | Henry Morgan *ca. 1635 (Llanrumney, Țara Galilor) † 25 august 1688 (Port Royal) |   |   | Catherine Lloyd | Catherine Lloyd | Catherine Lloyd | Catherine Lloyd | Catherine Lloyd                                         | Catherine Lloyd                                         |                                                         |                                                         |                                                         |                                                         |

## Codexul Piraților
Morgan a fost preocupat de întocmirea unui Codex al piraților care poate fi găsit în „Archivo General de Indias” în Sevilla. Acest codex a fost transcris de „Archivo General de Indias in Sevilla” care a fost medicul lui Morgan. De exemplu dacă un pirat pierdea într-o luptă brațul drept primea 600 de piaștri sau cinci sclavi. Pe acel timp cu doi piaștri se putea cumpăra o vacă. La fel era precizată o formă democratică de alegere a unui căpitan ca și împărțirea prăzii.

## Activitate
Morgan a fost un strateg iscusit, însă un marinar nepriceput, cu toate că sub conducerea lui personală pe mare pirații n-au obținut nici o victorie, el a fost unul dintre cei mai temuți pirați din Marea Caraibilor.
Din anul 1665  „Harrya Morgan a întreprins din Jamaica, acțiuni piraterești contra corăbiilor spaniole care navigau în Marea Caraibilor. Mai inteligent ca și ceilalți pirați, el n-a cheltuit în chefuri cu metrese, partea sa din pradă. Astfel în scurt timp el ajunge să ajungă în posesia unui document englez numit Letter of marque, care îi legaliza acțiunea de prădare a corăbiile spaniole. În iulie 1668, Morgan are sub comandă sa circa 500 de pirați cu care a prădat orașul Portobelo, acțiune care probabil a fost acceptată de Sir Thomas Modyford, guvernatorul insulei Jamaica. După documentele vremii pirații au suferit pierderi mici, iar valoarea prăzii a fost imensă, la care s-a adăugat suma de răscumpărare a ostaticilor. În același an pirații sub comanda lui prădează orașul Santa Maria del Puerto Principe din Cuba. În primăvara anului 1669 au fost întreprinse acțiuni de prădare a localităților  Maracaibo din Venezuela. Unul dintre cele mai importante acțiuni ale lui este cucerirea istmului Panama în anul 1671. În acest timp flota comandată de Morgan avea 36 de corăbii cu un echipaj de 1.800 de pirați. La reîntoarcerea lui în Jamaica, Morgen este arestat de guvernator, deoarece între timp Anglia a  încheiat cu Spania un tratat pace.